# Bollitura a morte

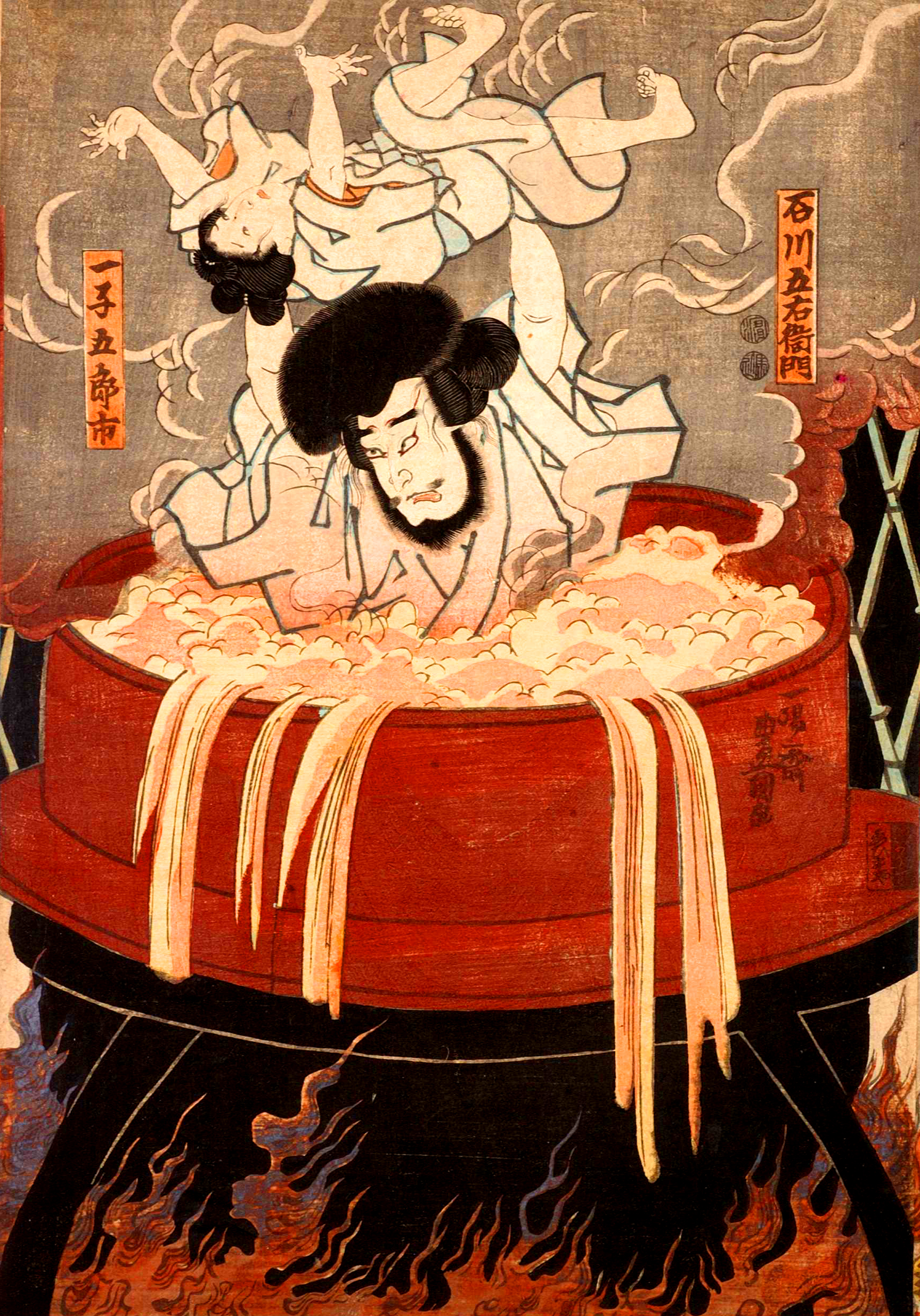
Il leggendario guerriero giapponese Ishikawa Goemon fu condannato alla bollitura a morte per il tentato omicidio di Toyotomi Hideyoshi. Assieme a lui fu condannato il figlio, ma riuscì a salvarlo tenendolo sollevato sopra il livello dell'olio bollente. Disegno di Utagawa Kunisada, metà del XIX secolo

La bollitura a morte è un metodo di esecuzione che consiste nella bollitura fino alla morte di un condannato. Si hanno testimonianze sul suo uso in Europa, Asia e Nordafrica.

## Storia
Il primo documento sull'uso di questo metodo proviene dalla Cina ed è datato al 203 a.C. Vi è scritto che una spia venne condannata ad essere bollita viva. Secondo resoconti cristiani sulla persecuzione subita nell'impero romano, furono bollite vive diverse persone per la loro fede.
In Inghilterra nel 1531 una legge passata sotto il regno di Enrico VIII stabilì che gli avvelenatori venissero bolliti vivi. Fu emanata per punire Richard Roose, un cuoco che, avendo avvelenato i cibi, aveva causato la morte di 2 persone e serie lesioni ad altre. Fu giustiziato tramite bollitura il 5 aprile 1531. L'anno precedente un servo era stato bollito vivo per aver avvelenato la sua padrona. Un'altra persona giustiziata in questo modo fu Margaret Davy, una serva, il 28 marzo 1542 per avvelenamento delle persone con cui viveva. La legge che autorizzava la bollitura a morte fu abolita nel 1547, dopo la morte di Enrico VIII.
Si hanno notizie dell'utilizzo di questa pratica in Uzbekistan, durante l'amministrazione di Islom Karimov, presidente fino al 2016, messa sotto accusa dalle Nazioni Unite per aver praticato in modo sistematico l'utilizzo della tortura, tra cui la bollitura a morte dei suoi oppositori.